# KNSB Schaatsweek 2011-2012
De KNSB Schaatsweek 2011-2012 was de eerste editie van dit nieuw benoemde onderdeel in de cyclus van het schaatsen in Nederland. De Schaatsweek werd van maandag 26 december 2011 tot en met zondag 1 januari 2012 georganiseerd door de Koninklijke Nederlandsche Schaatsenrijders Bond. In deze week werden meerdere kampioenschappen en kwalificatiewedstrijden afgewerkt. Daarnaast waren er nog andere activiteiten, zoals clinics, lezingen en masterclasses.
Naast de NK sprint en de NK marathon kunstijs werden ook de kwalificatiewedstrijden voor de EK allround en het tweede deel van de Wereldbeker verreden. Arie Koops, directeur sport van de KNSB, gaf na twee dagen toe dat de publieke belangstelling voor het evenement tegenviel, met een vrijwel lege schaatshal ten gevolg. Pas op donderdag, de eerste dag van het NK Sprint, kwam men in acceptabele getale naar de Friese ijshal.

## Tijdschema
| Programma             |         | |
| Datum                 | Aanvang | Onderdeel |
| maandag 26 december   | 13:30   | 1500 meter vrouwen (WB/EK) marathon vrouwen (NK kunstijs) marathon mannen (NK kunstijs)                                                                                              |
| dinsdag 27 december   | 16:15   | 3000 meter vrouwen (WB/EK) 1500 meter mannen (WB/EK) |
| woensdag 28 december  | 15:45   | 5000 meter mannen (WB/EK) massastart vrouwen (WB) massastart mannen (WB) marathon masters (NK kunstijs) marathon 1e divisie (NK kunstijs)                                            |
| donderdag 29 december | 14:30   | 1e 500 meter vrouwen (NK sprint) 1e 500 meter mannen (NK sprint) 1e 1000 meter vrouwen (NK sprint) 1e 1000 meter mannen (NK sprint)                                                  |
| vrijdag 30 december   | 11:00   | 5000 meter vrouwen (WB) 10.000 meter mannen (WB) 2e 500 meter vrouwen (NK sprint) 2e 500 meter mannen (NK sprint) 2e 1000 meter vrouwen (NK sprint) 2e 1000 meter mannen (NK sprint) |
| zondag 1 januari      | 12:00   | Superprestige marathon op FlevOnice in Biddinghuizen |

## Resultaten

### NK marathon kunstijs
Arjan Stroetinga en Mariska Huisman wonnen de Nederlandse titels marathon op kunstijs.

### NK sprint
Stefan Groothuis en Margot Boer wonnen de Nederlandse titels sprint. Bij de vrouwen plaatsten naast kampioene Boer ook Thijsje Oenema, Marrit Leenstra en Annette Gerritsen zich voor de WK in Calgary. Bij de mannen plaatsten naast kampioen Groothuis ook Hein Otterspeer, Sjoerd de Vries en Pim Schipper zich.

### KwalificatieEK allround
Kwalificatie voor de Europese kampioenschappen schaatsen 2012 geschiedde via een klassement over een 1500 meter en een 5000 voor mannen en een 1500 meter en een 3000 voor vrouwen. Er waren twee keer vier startplaatsen te verdienen. Niemand was van tevoren aangewezen.
Bij de mannen plaatsten Sven Kramer, Jan Blokhuijsen, Koen Verweij en Ted-Jan Bloemen zich voor de EK in Boedapest, stayer Bob de Jong staat eerste op de reservelijst. De regerend Nederlands kampioen allround miste kwalificatie, Wouter Olde Heuvel werd gediskwalificeerd na een overtreding van de voorrangsregel op de kruising.
Bij de vrouwen plaatsten Ireen Wüst, Annouk van der Weijden, Diane Valkenburg en Linda de Vries zich voor de EK in Boedapest, Jorien Voorhuis is reserve. Marrit Leenstra, regerend Nederlands kampioene allround, en Paulien van Deutekom, voormalig wereldkampioene allround, grepen naast een startbewijs.

### KwalificatieWereldbeker
| Afstand                        | Reeds geplaatst voor Schaatsweek                | Wedstrijd                            | Geplaatst in Schaatsweek                                 |
| ------------------------------ | ----------------------------------------------- | ------------------------------------ | -------------------------------------------------------- |
| 500 m mannen, Salt Lake City   | Jan Smeekens en Stefan Groothuis                | NK sprint, beste tijd                | Michel Mulder, Hein Otterspeer en Jesper Hospes          |
| 1000 m mannen, Salt Lake City  | Kjeld Nuis, Stefan Groothuis en Sjoerd de Vries | NK sprint, beste tijd                | Hein Otterspeer en Michel Mulder                         |
| 1500 m mannen, Hamar           | Kjeld Nuis en Stefan Groothuis                  | Kwalificatiewedstrijd                | Sven Kramer, Rhian Ket en Koen Verweij                   |
| 5000 m mannen, Hamar           | Sven Kramer en Jorrit Bergsma                   | Kwalificatiewedstrijd                | Bob de Jong, Jan Blokhuijsen en Douwe de Vries           |
| 10.000 m mannen, Heerenveen    | Jorrit Bergsma, Bob de Jong en Bob de Vries     | Kwalificatiewedstrijd                | Douwe de Vries en Rob Hadders                            |
| Massastart mannen, Heerenveen  | Jorrit Bergsma                                  | Kwalificatiewedstrijd (officieus NK) | Arjan Stroetinga                                         |
| 500 m vrouwen, Salt Lake City  | Thijsje Oenema en Margot Boer                   | NK sprint, beste tijd                | Annette Gerritsen, Laurine van Riessen en Mayon Kuipers  |
| 1000 m vrouwen, Salt Lake City | Marrit Leenstra en Margot Boer                  | NK sprint, beste tijd                | Ireen Wüst, Laurine van Riessen en Annette Gerritsen     |
| 1500 m vrouwen, Hamar          | Ireen Wüst en Marrit Leenstra                   | Kwalificatiewedstrijd                | Margot Boer, Paulien van Deutekom en Diane Valkenburg    |
| 3000 m vrouwen, Hamar          | Ireen Wüst en Diane Valkenburg                  | Kwalificatiewedstrijd                | Annouk van der Weijden, Marije Joling en Jorien Voorhuis |
| 5000 m vrouwen, Heerenveen     | Pien Keulstra en Annouk van der Weijden         | Kwalificatiewedstrijd                | Marije Joling, Jorien Voorhuis en Carlijn Achtereekte    |
| Massastart vrouwen, Heerenveen | Mariska Huisman                                 | Kwalificatiewedstrijd (officieus NK) | Foske Tamar van der Wal                                  |

2011-2012 · 
2012-2013 · 
2013-2014